# Dagarna för samtida historia i Braunau
Dagarna för samtida historia i Braunau är en konferensserie, organiserad av Föreningen för samtida historia. Konferensserien äger rum årligen sedan 1992, den vetenskapliga ledningen av konferenserna har historikern och politologen Andreas Maislinger.

## Historia
Sedan 1987 hade den österrikiska politologen Andreas Maislinger försökt att övertyga staden Braunau am Inn om idén att organisera en årlig konferensserie med temat samtida historia. 1992 blev idén  realiserad och Dagarna för samtida historia i Braunau ägde rum för första gången, då med temat: Oönskat arv. Sedan 2004 har Föreningen för samtida historia bestämt sig för att välja mera regionala teman som rör regionen Innviertel och det angränsande Bayern.

## Teman
- 1992: 1."Oönskat arv": Bautzen, Braunau am Inn, Dachau, Ebensee, Gori[2], Gurs, Hartheim, Kielce, Mauthausen, Offenhausen, Oświęcim, Predappio, Redl-Zipf, Theresienstadt, Vichy, Weimar, Wunsiedel
- 1993: 2. "Förbjudna kontakter": Krigsfångar och utländska arbetare
- 1994: 3. "Förskjutna gränser": Saker som förbinder och skiljer åt
- 1995: 4. "Nödvändigt svek": Fallet Franz Jägerstätter
- 1996: 5. "De vänliga grannarna": Tyskland och det tyska Österrike
- 1997: 6. "Go West": Fascination Amerika sedan 1945
- 1998: 7. "Belastade namn": Namn och politik
- 1999: 8. "Nödvändiga möten": Albaner, Bosnier, Kroater, Romer, Serber
- 2000: 9. "Skilda vägar": Tyskar, Judar, Österrikare, Tjecker
- 2001: 10. "Förvrängd uppfattning": Bilden och Realiteten av Romer och Sinti
- 2002: 11. "Få rättvisa?": Motstånd och civilkurage i diktaturer
- 2003: 12. "Parallella liv": Braunau am Inn, Broumov, Lavarone
- 2004: 13. "Gränstrafik i liten skala": 1933 till 1938 vid Salzach och Inn
- 2005: 14. "Braunaus parlament": Adel, prästerskap, borgare och bönder 1705
- 2006: 15. "Ofrivillig Hjälte": Johann Philipp Palm
- 2007: 16. "Peacemakers Manual": Dr. Egon Ranshofen-Wertheimer
- 2008: 17. "Fascination fotboll"
- 2009: 18. "Förminskad värld": Värdshusen som politiska orter
- 2010: 19. "Gammal stad": 750 år Braunau am Inn
- 2011: 20. "Svårt arv": 19 år efter temat Oönskat arv
- 2012: 21. "Noblesse Oblige": Aristokrati då och nu
- 2013: 22. "Vilseledande säkerhet": Dagen före det första världskriget

## Föreläsare
Karl Otmar von Aretin, Ludwig Baumann, Peter Becher, Wolfgang Johannes Bekh, Thomas Brechenmacher, Emil Brix, Walter Brunner, Adolf Burger, Michel Cullin, György Dalos, Georg Denzler, Waclaw Dlugoborski, Winfried Garscha, Roland Girtler,  Norbert van Handel, Mozes F. Heinschink, Madeleine Herren-Oesch, Rudko Kawczynski, Michel Kerautret, Florian Kotanko, Robert Kriechbaumer, Andreas Laun, Branko Lustig, Ludwig Mehlhorn, Peter Porsch, Gerald Praschl, Edith Rabenstein, Josef Ratzenböck, Hella Schlumberger, Burghart Schmidt, Klaus Theweleit, Wolfgang Ullrich, Gottfried Wagner, Reinhold Wagnleitner, Moshe Zimmermann, Tilman Zülch med mera.

## Webbsidor
- Braunauer Zeitgeschichte-Tage
- Föreläsande och Diskussionsdeltagare